# Pápua Új-Guineában történt légi közlekedési balesetek listája
A Pápua Új-Guineában történt légi közlekedési balesetek listája mind a halálos áldozattal járó, mind pedig a kisebb balesetek, meghibásodások miatt történt, gyakran csak az adott légiforgalmi járművet érintő baleseteket is tartalmazza évenkénti bontásban.

## Pápua Új-Guineában történt légi közlekedési balesetek

### 2018
- 2018. szeptember 28., Weno. Az Air Niugini légitársaság járatának, Boeing 737 (P2-PXE) típusú utasszállító repülőgépének egyik hajtóműve kigyulladt a levegőben Chuuk-sziget felett. (A gépen utazó 36 utas és 11 fő személyzet közül 13 fő megsérült, halálos áldozat nem volt.)[1][2]